# Quellón

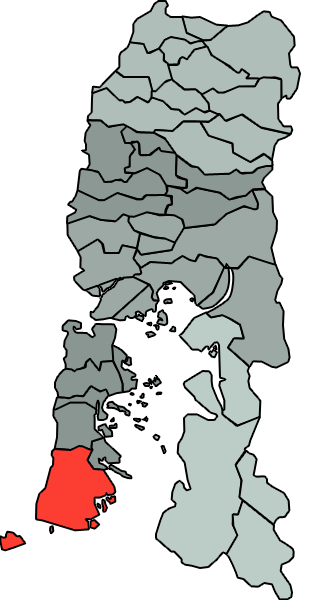
Quellón in der Region Los Lagos

Quellón ist eine Stadt in Süd-Chile und liegt auf der zweitgrößten Insel des Landes Chiloé in der Región de los Lagos. Quellón hat rund 21.000 Einwohner (2003).

## Geografie
Die Hafenstadt liegt im Südosten der Insel Chiloé an der Panamericana, sie ist deren offizieller Endpunkt.
Das Klima ist mild, aber außerordentlich feucht.

## Geschichte
Im Jahre 1743 wurden die Teile der Caucahues-Indigenas auf die Insel Cailín umgesiedelt. Die Insel liegt etwas südlich der Stadt Quellón. Hier errichten die Jesuiten eine Kirche und missionierten.
Am 25. Februar 1881 gab der chilenische Präsident den Auftrag, in dem heute „Quellón Viejo“ genannten Dorf, das vier Kilometer entfernt liegt, einen Hafen anzulegen. Der Hafen wurde auf der Halbinsel Punta de Lapas errichtet.
1905 entstand am heutigen Hafen von Quellón die Firma Destilatorio Quellón S. A., die in einer Destillerie aus Holz Holzkohle, Azeton und Alkohol herstellte, auf einem Gelände, das von den Einheimischen Llauquil genannt wurde. Sie gründete 1906 die Stadt Quellón. Zum Transport des Holzes wurde eine kurze schmalspurige Eisenbahn vom Hafen zum Wald gebaut. Die Destillerie, damals die einzige ihrer Art in Südamerika, sorgte für einen wirtschaftlichen Aufschwung der gesamten Umgebung. Holz und Holzkohle wurden in Quellón zu den Salpeterwerken im Norden Chile verschifft. 1952 wurde die Destillerie wegen Absatzschwierigkeiten geschlossen.
Ursprünglich lebten die meisten Einwohner der Stadt an der Küstenstraße, wo es zahlreiche Pfahlbauten (Palafitos) gab, sie wurden jedoch bei dem verheerenden Erdbeben und dem folgenden Tsunami von 1960 fast alle zerstört und danach nicht wiederaufgebaut. Nach 1960 siedelten sich die meisten Einwohner Quellóns etwas weiter landeinwärts an, wo neue Straßen angelegt wurden. Die Stadt war bis 1966 nur per Schiff erreichbar, bis die Panamericana bis Quellón fertiggestellt war. An den Endpunkt der 22.000 km langen Panamericana erinnert eine Gedenkplakette in Quellón. Zu Beginn des 21. Jahrhunderts  erlebte die Stadt einen wirtschaftlichen Aufschwung als Fischereihafen.

## Wirtschaft
Quellón lebt hauptsächlich vom Tourismus, der Fischerei und der Fisch verarbeitenden Industrie. Die Stadt ist einer der wichtigsten Häfen auf Chiloé.

## Tourismus
In Quellón sind zwei Museen sehenswert: Das Museo Inchin Cuivi Ant erläutert die Kultur der indigenen Huilliche, während das Museo Municipal in erster Linie die Geschichte der Stadt darstellt. Das Kulturzentrum der Stadt mit Ausstellungs- und Veranstaltungssälen wurde mit finanzieller Unterstützung einer Lachs verarbeitenden Firma erbaut. Auf dem Markt Feria Artesanal Llauquil wird viel Kunsthandwerk angeboten. In der am Meer verlaufenden Straße Costanera P. Montt sind einige Hotels und Restaurants zu finden.
Um die Stadt herum liegen viele kleine Buchten und Strände, allerdings ist die Wassertemperatur für manche Menschen zum Baden zu niedrig.
In dem Dorf Punta de Lapa, fünf Kilometer von Quellón entfernt, endet die Panamericana. Das Dorf verfügt über einen fünf Kilometer langen Strand. In Quellón Viejo, einem vier Kilometer südwestlich gelegenen Dorf, das erheblich älter ist als die Stadt Quellón, ist eine für Chiloé typische Holzkirche vom Beginn des 20. Jahrhunderts sehenswert. Auf dem Friedhof sind Grabmale aus Holz zu sehen. Das Grabmal des ersten Geistlichen des Dorfes, des 1907 verstorbenen Delfin Gatti, ist eine exakte Nachbildung der Dorfkirche in verkleinerter Form.
Um Quellón gibt es auch eine Reihe von Dörfern der indigenen Huilliche, z. B. Compu (ca. 25 km nördlich) mit einer zu Beginn des 20. Jahrhunderts erbauten Holzkirche. Auch Yaldad, sieben Kilometer westlich von Quellón, mit seinen rund 500 Einwohnern ist ein Dorf der Huilliche, in dem eine zu Beginn des 20. Jahrhunderts im typischen Stil der Insel Chiloé erbaute und 1985 sowie 1990 renovierte Holzkirche steht.
Zu den besuchenswerten Orten in der Umgebung von Quellón zählt auch  Trincao (zehn Kilometer) mit einem interessanten Friedhof und einer 1920 erbauten Kirche.

## Verkehrsverbindungen
Von Castro, der 92 km entfernten Hauptstadt der  Insel Chiloé, ist Quellón mehrmals täglich mit dem Bus zu erreichen. Von Quellón gibt es Fährverbindungen nach Puerto Chacabuco und Chaitén.

## Bildgalerie

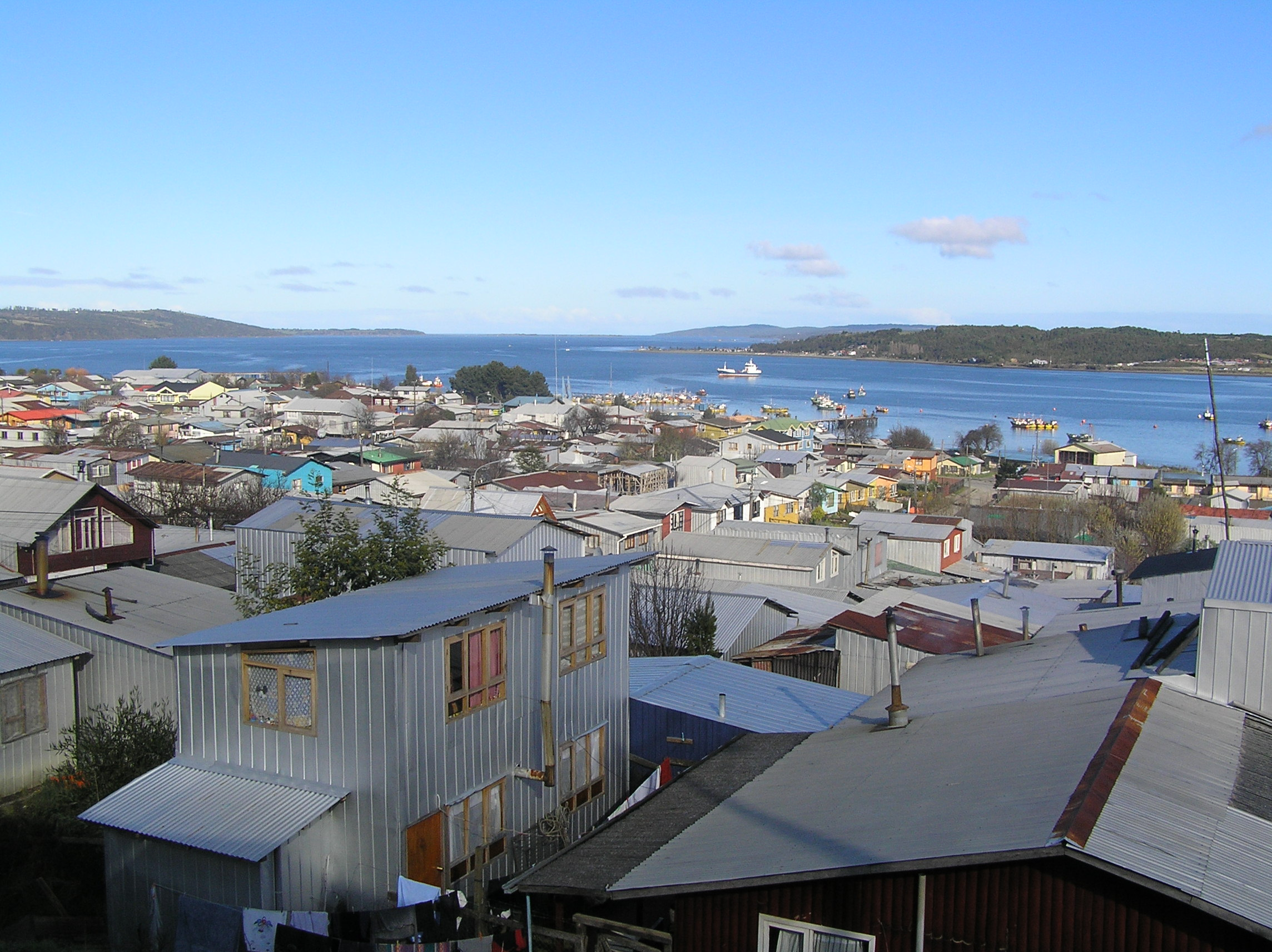
Gesamtansicht
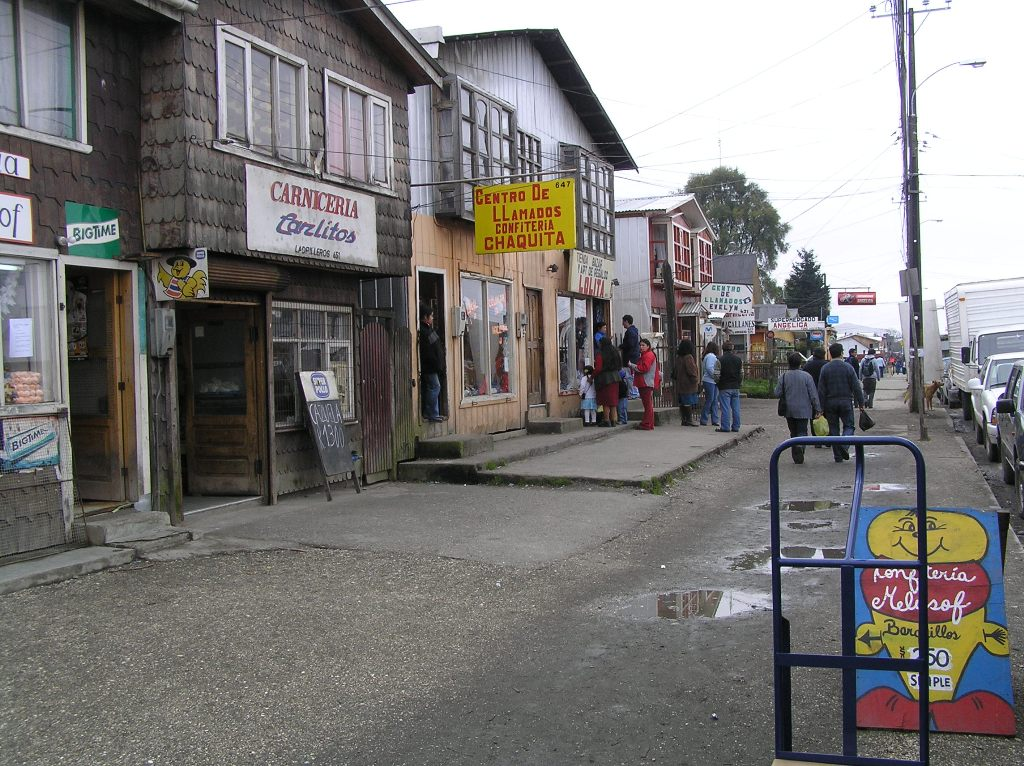
Hauptstraße Calle Ladrilleros
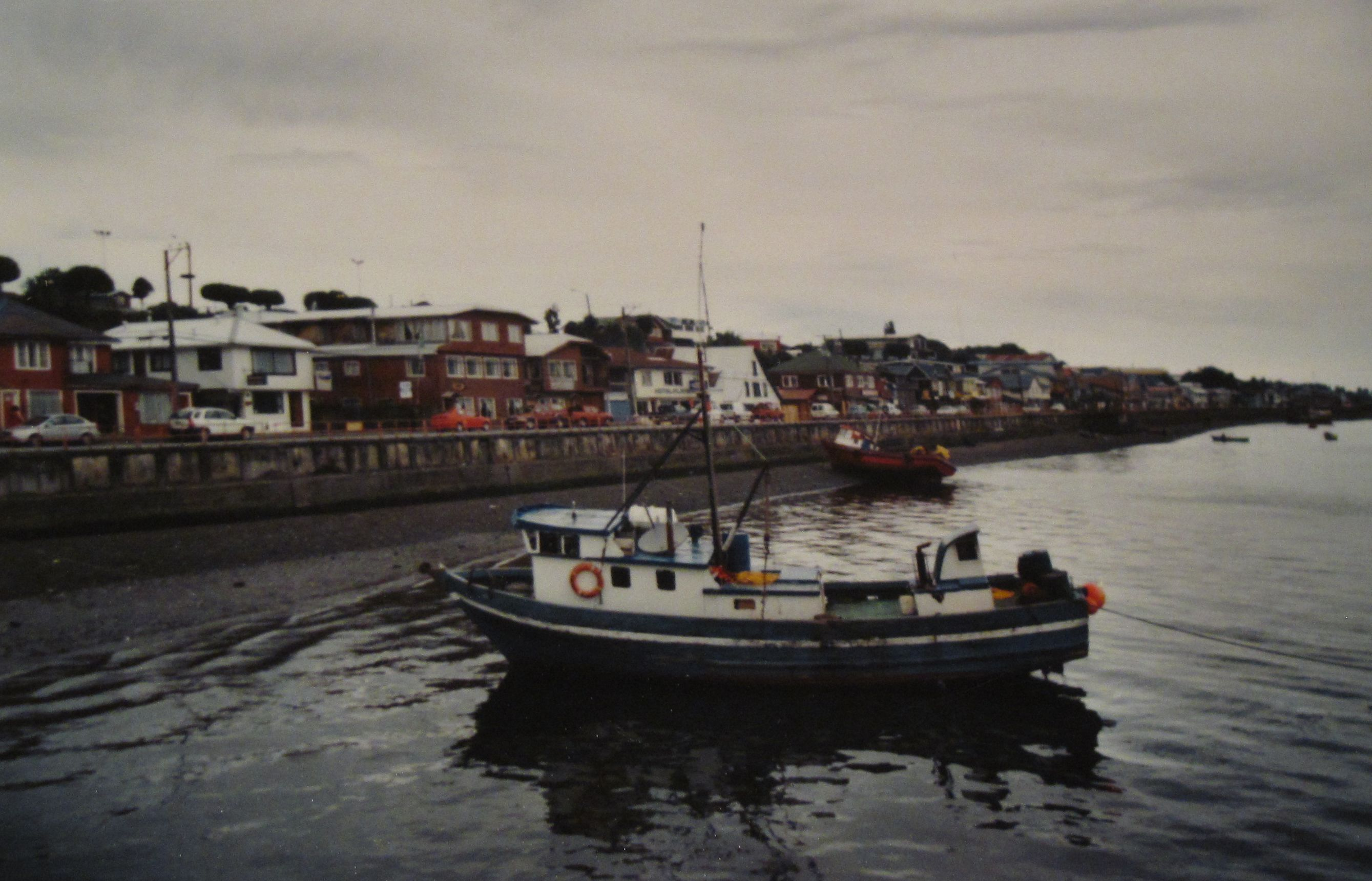
Uferstraße Costanera Pedro Montt
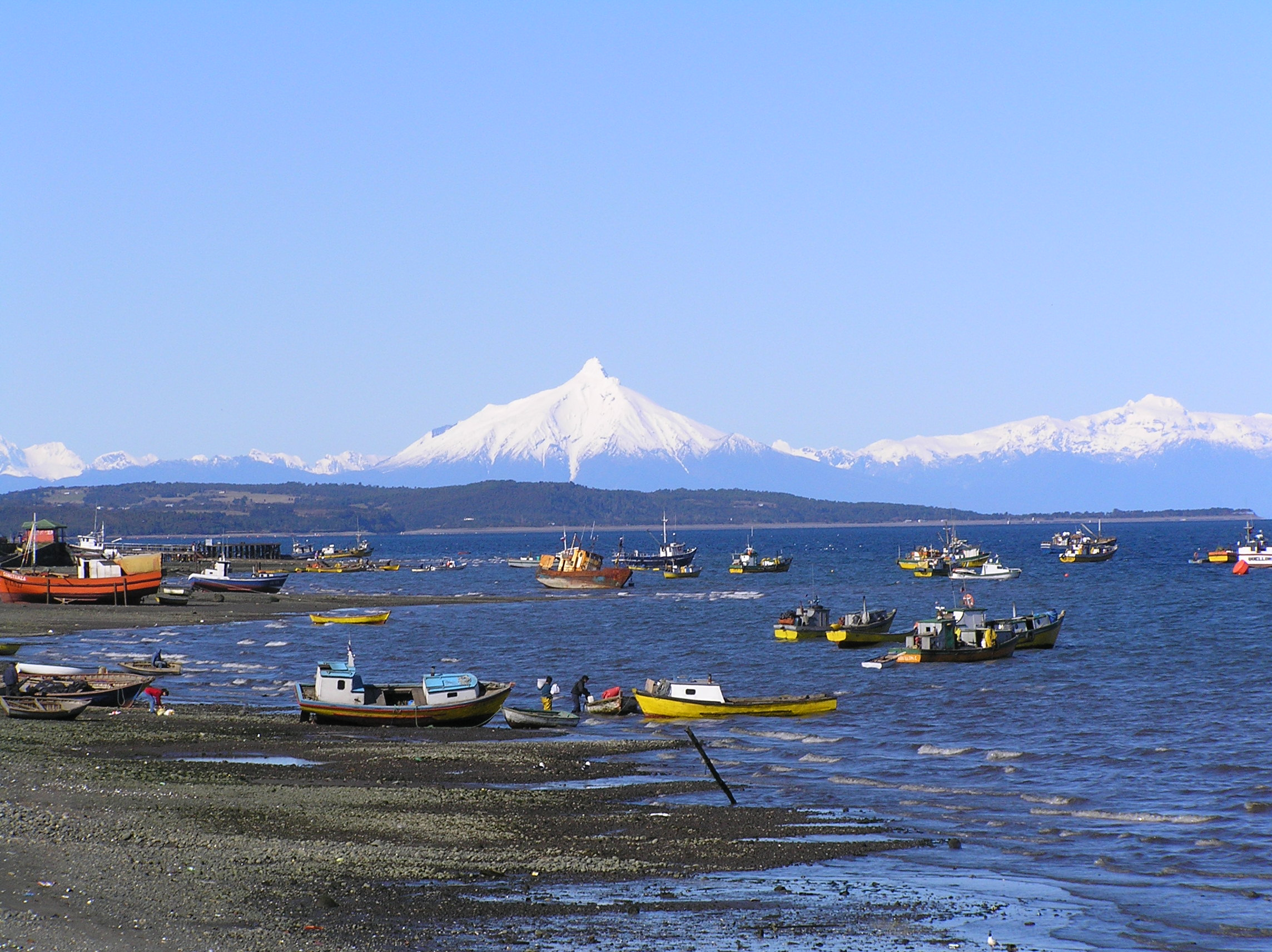
Blick zum Vulkan Corcovado
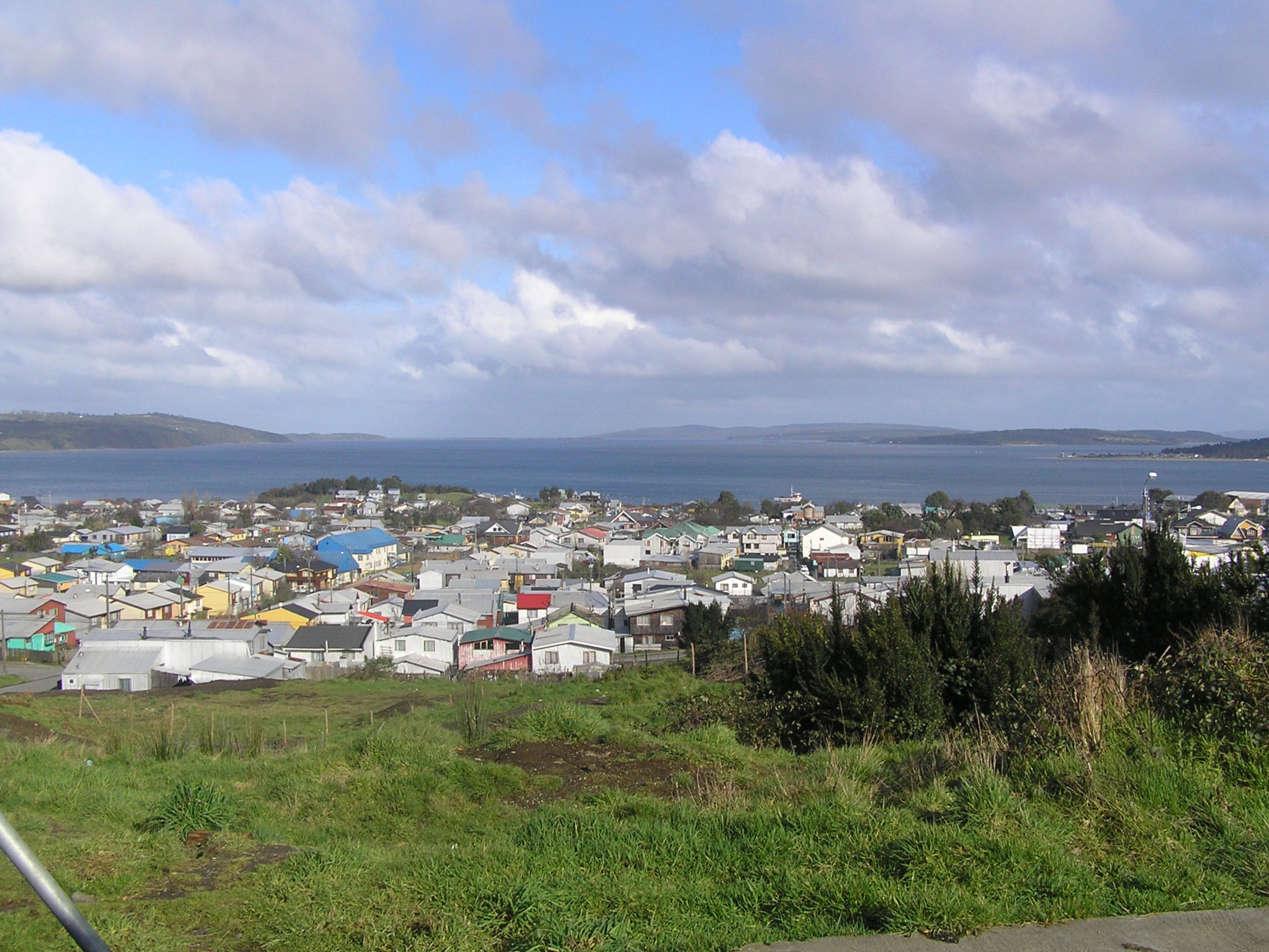
Gesamtansicht
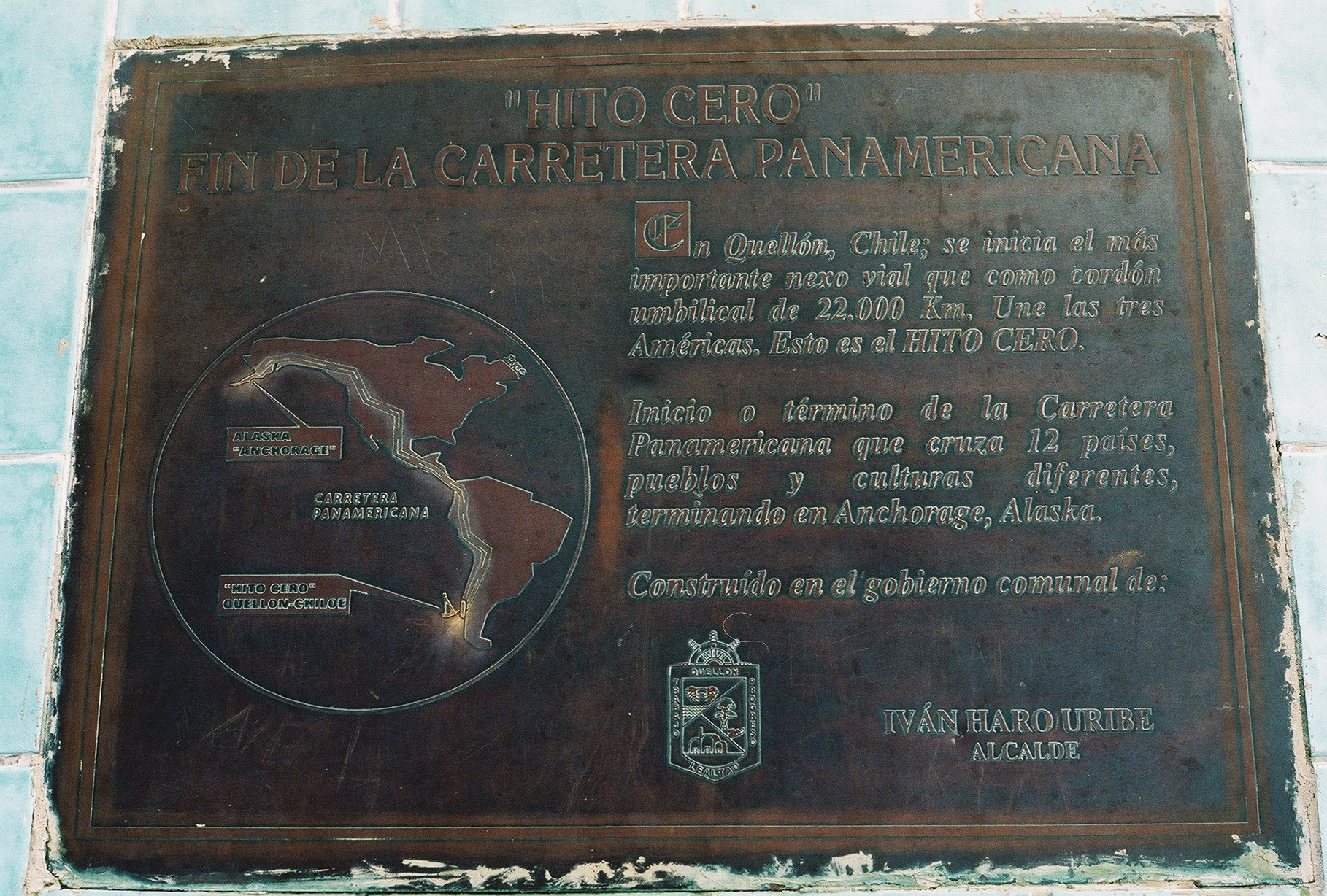
Plakette am Endpunkt der Panamericana